# Kaufmann für Bürokommunikation
Kaufmann bzw. Kauffrau für Bürokommunikation war von 1991 bis 2014 ein in Deutschland anerkannter dreijähriger Ausbildungsberuf nach dem Berufsbildungsgesetz (BBIG). Im Zuge der Umstellung wurde dieses Berufsbild in den neuen Beruf Kaufmann für Büromanagement integriert. Der Beruf wurde 1991 eingeführt, zugleich wurde der zweijährige Lehrberuf des Bürogehilfen abgeschafft. Vor allem der Einzug moderner Kommunikationssysteme in die Bürowelt erforderte eine grundsätzliche Reform der Büroberufe. 
Im Jahr 2011 wurden in Deutschland 12.533 neue Ausbildungsverträge abgeschlossen. Auf der Rangliste der Ausbildungsberufe nach Neuabschlüssen in Deutschland steht der Ausbildungsberuf damit auf dem zwölften Rang.
Per 1. August 2014 wurden die drei Büroberufe – Kaufmann für Bürokommunikation, Bürokaufmann und Fachangestellter für Bürokommunikation – zum neuen Berufsbild Kaufmann für Büromanagement fusioniert.

## Anforderungen
Beschäftigte in diesem Beruf müssen zwingend über gute Deutsch- und gute Englischkenntnisse, Kenntnisse in moderner Kommunikation, Informationstechnik und eine angemessen hohe Schreibfertigkeit zur Erledigung der Schreibarbeiten verfügen. Sie sind in Sekretariaten, im Personal- und Rechnungswesen sowie in der Presse- und Öffentlichkeitsarbeit beschäftigt. Eng verwandt ist der Ausbildungsberuf Bürokaufmann. Die beiden Berufe unterscheiden sich darin, dass Bürokaufleute mehr Buchführung (Kosten- und Leistungsrechnung) und Kaufleute für Bürokommunikation mehr Textverarbeitung und Deutsch in der Berufsschule vermittelt bekamen. Englisch wurde in der Regel in der Berufsschule unterrichtet, da es für Kaufleute für Bürokommunikation eine grundlegende Fähigkeit ist, die insbesondere in international operierenden Unternehmen von großer Bedeutung ist.

## Ausbildung
Die Ausbildungsdauer betrug drei Jahre. Den Auszubildenden sollten die Fähigkeiten vermittelt werden, um Arbeitsabläufe im Büro zu organisieren. Ein Schwerpunkt lag auf der Vermittlung des Umgangs mit moderner Bürotechnik wie Telefonanlagen und Computern. Neben den kommunikativen Aspekten waren für den Beruf Kenntnisse der Verwaltung, betriebswirtschaftlicher Vorgänge und der Personalplanung von Bedeutung. Zu den Ausbildungsinhalten gehörten unter anderem:
- betriebliche Organisation und Funktionszusammenhänge,
- Kommunikation und Kooperation im Büro und Bürokoordination,
- schreibtechnische Qualifikationen, Textformulierung und -gestaltung, gute Sprachkenntnisse
- Bürowirtschaft und Statistik,
- kaufmännische Steuerung und Kontrolle,
- Grundlagen des betrieblichen Personalwesens.

## Perspektiven
Wer internationale Erfahrungen sammeln und im Ausland arbeiten möchte, kann seine Fremdsprachenkenntnisse ausbauen und internationale Qualifikationen erwerben.
Das Themenspektrum für eine fachliche Anpassungsweiterbildung ist breit und reicht von speziellen EDV-Anwendungen über Buchführung bis hin zu Arbeitstechniken in Büro und Sekretariat. Auch wenn sich Kaufleute für Bürokommunikation auf Einsatzgebiete spezialisieren möchten, finden sie in Bereichen wie Verwaltung und Organisation entsprechende Angebote.
Wer sich das Ziel gesetzt hat, beruflich voranzukommen, kann aus verschiedenen Angeboten zur Aufstiegsweiterbildung auswählen. Naheliegend ist es, die Prüfung als kaufmännischer Assistent bzw. Wirtschaftsassistent im Bereich Büro/Sekretariat abzulegen. Auf Leitungs- und Spezialfunktionen, z. B. auf der mittleren Führungsebene, bereiten auch andere Weiterbildungen vor, wie beispielsweise Betriebswirt für Kommunikation und Büromanagement.